# نهر ليم
نهر الليم (بالإنجليزية: Lim river)‏ هو نهر يتدفق عبر الجبل الأسود وصربيا والبوسنة والهرسك. يبلغ طوله 219 كم (136 ميل)، هو أطول رافد لنهر درينا. تصب المياه في اتجاه نهر الدانوب الذي يصب في البحر الأسود.

## النزاع الحدودي
بعد تفكك جمهورية يوغوسلافيا عام 1992، أصبح النهر عازل لعدة قرى صربية، معزولة داخل البوسنة والهرسك، واقترحت
صربيا المقايضة بالأراضي، لكن لم يتم أي تطور في هذا الشأن.